# عصب ألوي علوي
العَصَبُ الأَلَوِيُّ العُلْوِيّ (بالإنجليزية: Superior gluteal nerve)‏، هو عصب ينشأ في الحوض ويعُصب كُلاً من العضلة الألوية الوسطى، العضلة الألوية الصغرى والعضلة موترة للفافة العريضة.

## التركيب
ينشأ العصب الألوي العلوي من الضفيرة العجزية، تحديداً من الانقسامات الظهرانية للأعصاب القطنية الرابعة والخامسة والعجزية الأولى. يغادر العصب الحوض عبر الثقبة الوركية الكبرى فوق العضلة الكمثرية مترافقاً مع الشريان الألوي العلوي و الوريد الألوي العلوي.
ثم يترافق مع الفرع العلوي للانقسام العميق للشريان الألوي العلوي وينتهي في العضلة الألوية الصغرى والعضلة الموترة للفافة العريضة.

## الأهمية السريرية
تساهم العضلات الألوية في المشية الطبيعية وفي تثبيت الحوض على المستوى الإكليلي. ضعف أو شلل هذه العضلات الناجم عن تلف العصب الألوي العلوي يمكن أن يؤدي إلى ضعف في حركة التبعيد (abduction) في مفصل الورك المصاب. تشوه المشية يدعى بمِشْيَةُ تَرنْدِلِنْبورْغ . في حال كانت علامة ترندلنبورغ ايجابية يتدلى الحوض ويميل باتجاه الجانب غير المدعوم (الضلع المتأرجح). يحدث العكس عندما يكون الحوض مرتفعاً على الجانب المتأرجح، يُعرف بـ «طرف دوشين». ينتج عن التلف الثنائي لعضلات الألوية الصغيرة مشية الاعتلال العضلي.

## روابط خارجية
- Superior_gluteal_nerve على برنامج طب العظام التابع لنظام الصحة بجامعة ديوك [الإنجليزية]‏.